# Paepalanthus ovatus
Paepalanthus ovatus är en gräsväxtart som beskrevs av Friedrich August Körnicke. Paepalanthus ovatus ingår i släktet Paepalanthus och familjen Eriocaulaceae. Inga underarter finns listade i Catalogue of Life.